# Джуліо Чезаре Ваніні

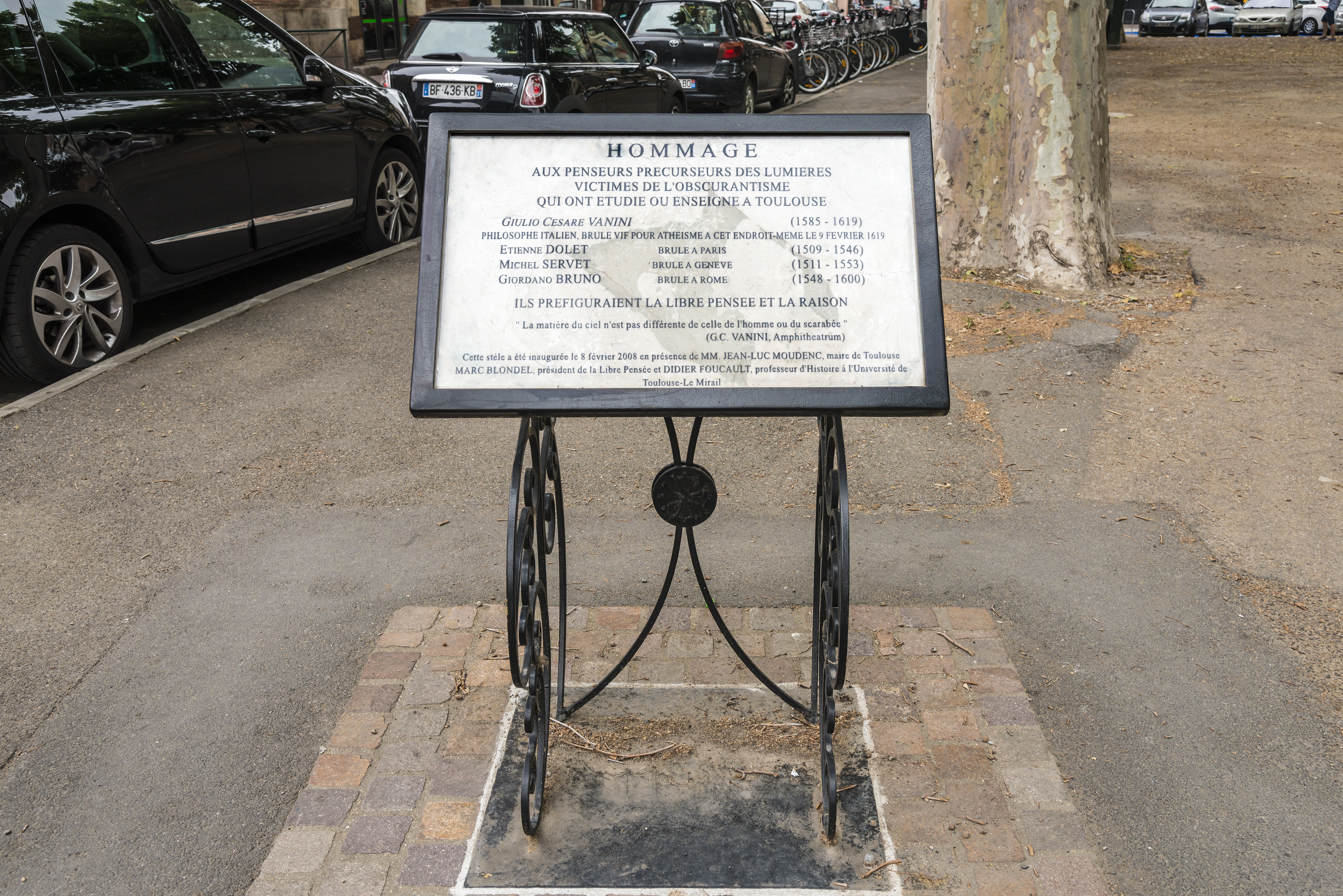
Данина Джуліо Чезаре Ваніні на місці його смерті.

Джуліо Чезаре Ваніні (італ. Giulio Cesare Vanini; 1585 — 9 лютого 1619) — італійський філософ-пантеїст, прихильник учення Миколи Коперника.

## Життєпис
Народився в Тауризано (поблизу Лечче) у заможній сім'ї. Закінчив Падуанський університет. Життя Ваніні багато в чому нагадує життя його сучасника Джордано Бруно. Багато років поневірявся по містах Європи, виступаючи з лекціями, в яких пропагував геліоцентричне учення Коперника, захищав ідеї Бруно.
У своїй праці «Щодо дивовижних таємницях природи — цариці і богині смертних» (1616) стверджував, що мир єдиний і вічний і у Всесвіті все перебуває в безперервному русі, покоряючись своїм законам. За боротьбу зі схоластикою і релігією, розповсюдження атеїстичних поглядів за вироком інквізиції церква відрізає язика, вішає на шибениці та спалює на вогнищі.